# ザ・カップ
『ザ・カップ』（The Cup）は、1999年のブータン・オーストラリアによって共同制作された映画。製作はジェレミー・トーマス。ブータンの高僧ケンツェ・ノルブが脚本、監督を担当している。副題は『夢のアンテナ』。
インドにあるチベット仏教の僧院で少年僧たちが衛星放送を通じてワールドカップに夢中になる様子を描いた作品である。

## ストーリー
1998年、現代文明からはるか離れたヒマラヤのふもとの仏教寺院で修行する少年僧たちは、この年に開催されたサッカーのワールドカップにくびったけ。いちばんのやんちゃ者のウゲンは、先輩格のロドゥとつるんである晩宿舎を抜け出し近所の民家で試合を見る。だが、試合に夢中になるあまりけんか騒ぎを起こして放り出されてしまう。僧院の先生にも抜け出したことが見つかって炊事当番のペナルティをもらう。そしてウゲンは一番気になる決勝戦が行われる日、先生に「決勝を見せてもらえたら、心を入れ替えてまじめに修行します」と直談判する。

## スタッフ
- 監督：ケンツェ・ノルブ（ゾンサル・ケンツェ・リンポチェ）
- 製作：ジェレミー・トーマス
- 撮影：ポール・ウォレン
- 編集：ジョン・スコット
- 音楽：ダグラス・ミルズ

## キャスト
- ウゲン・トプギャル・リンポチェ：先生
- ジャムヤン・ロドゥ：ウゲン
- ネテン・チョクリン・リンポチェ：ロドゥ
- ラマ・チュンジョル：僧院長

## チベット仏教の影響
制作はチベット仏教の予言者らによる占いにのっとって行われた。キャスティング、撮影日、使用するフィルムなどが占いで決められた。その成果であろうか、本来急変する気候や独特な環境等に殆ど影響されることなく撮影が終了したという。
出演した僧侶達は皆本物のチベット仏教僧で、ロドゥ役のネテン・チョクリン・リンポチェは、チョギュル・デチェン・リンパという19世紀の大変位の高い僧の生まれ変わりとされる高僧（化身ラマ）である。そのため、劇中でロドゥととっくみ合いをする役者のキャスティングは、僧侶たちが皆恐縮して難航した。また、先生役のウゲン・トプギャル・リンポチェと、ウゲン役のジャムヤン・ロドゥは親子である。

## 関連事項
- ブータン
- チベット仏教
- 1998 FIFAワールドカップ